# هوکستر (ناحیه)
هوکستر (به آلمانی: Kreis Höxter) یک ناحیه در آلمان است که در دتمولد واقع شده‌است. هوکستر  ۱۴۲٬۷۸۸ نفر جمعیت دارد.

## شهرک‌ها و شهرداری‌ها

شهرک‌ها and municipalities in Kreis Höxter

| 1. باد دربورگ (18,431) 2. بورونگن (13,548) 3. بورگنترایش (9,002) 4. براکل، آلمان (16,722) 5. هخستر (29,812) | 1. مارین‌مونستر (5,230) 2. نیهایم (6,382) 3. اشتاینهایم، وستفالن (12,848) 4. واربورگ (23,391) 5. ویللباداسن (8,343) |